# Am Anger 10

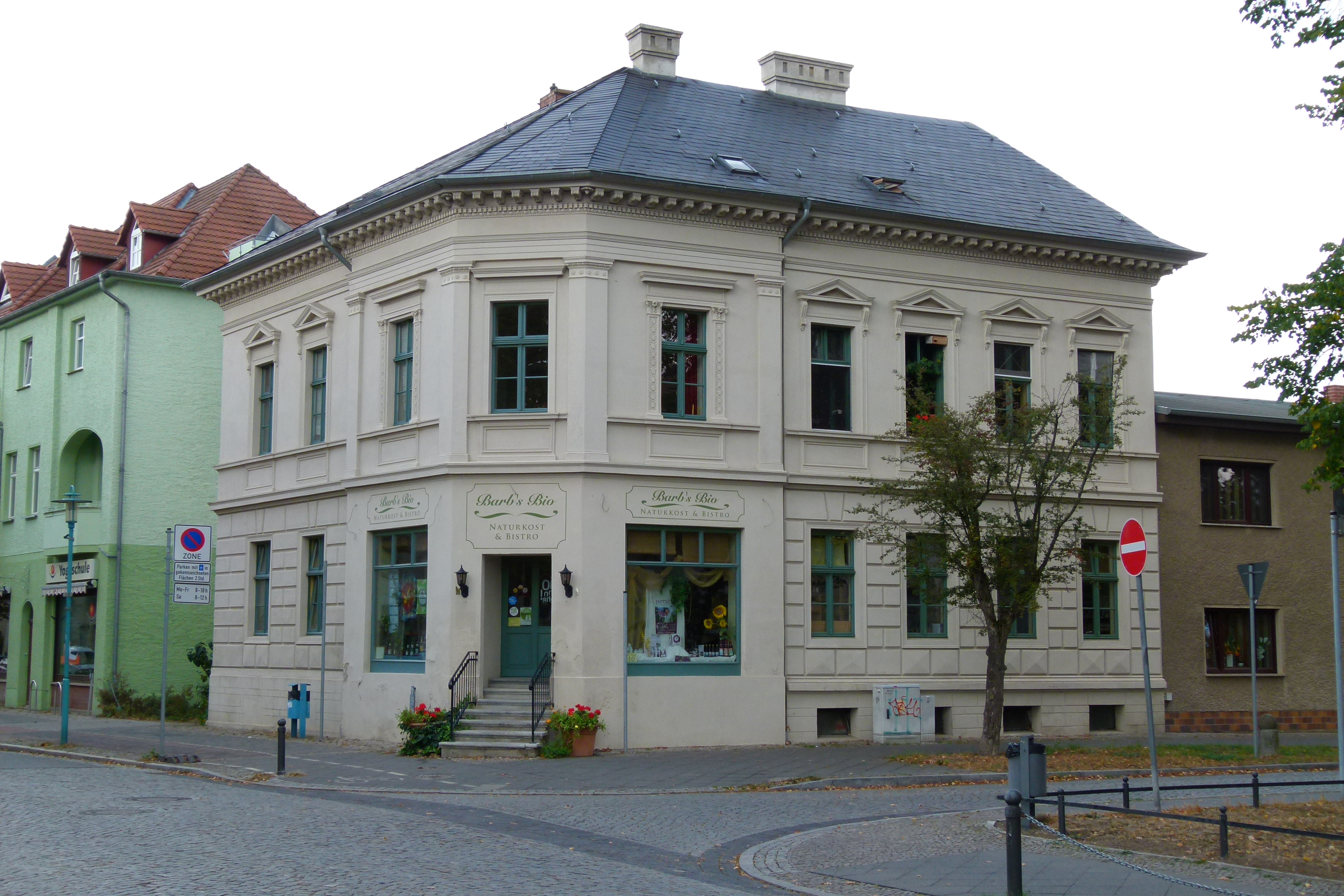
Am Anger 10

Das Gebäude Am Anger 10 ist ein Baudenkmal in der Stadt Velten im Landkreis Oberhavel im Land Brandenburg.

## Architektur und Geschichte
Das 1886 erbaute zweigeschossige Wohnhaus steht direkt gegenüber der Stadtkirche und des Pfarrhauses am damaligen Dorfanger. Das Wohnhaus ist massiv in Ziegelbauweise errichtet und hat eine verputzte Fassade.